# Liste der Baudenkmale in Brenz (Mecklenburg)
In der Liste der Baudenkmale in Brenz sind alle Baudenkmale der Gemeinde Brenz (Landkreis Ludwigslust-Parchim) und ihrer Ortsteile aufgelistet (Stand: Januar 2021).

## Alt Brenz
| ID | Lage                                         | Bezeichnung                        | Beschreibung | Bild                               |
| -- | -------------------------------------------- | ---------------------------------- | --- | ---------------------------------- |
|    | (Karte)                                      | Kirche mit umgebender Trockenmauer | Neugotische Saalkirche aus Backstein von um 1880 nach Plänen von Baurat Theodor Krüger; 4-jochiges, flachgedecktes Langhaus mit Treppengiebel und eingezogener, kreuzrippengewölbter Chor mit oktogonalem Abschluss; achtseitiger Westturm mit Spitzhelm. Baugleich wie Dorfkirche Banzkow von 1875. | Kirche mit umgebender Trockenmauer |
|    |                                              | Meilenstein                        | |                                    |
|    | Parchimer Straße 25 (Karte)                  | Schule                             | |                                    |
|    | Parchimer Straße 27 (Karte)                  | Pfarrhaus                          | |                                    |
|    | Parchimer Straße/Straße des Friedens (Karte) | Gefallenendenkmal 1914/1918        | |                                    |
|    | Friedenstraße 4 (Karte)                      | ehemalige Schule                   | |                                    |

## Neu Brenz
| ID | Lage                    | Bezeichnung                 | Beschreibung | Bild |
| -- | ----------------------- | --------------------------- | ------------ | ---- |
|    | Hauptstraße 6 (Karte)   | Häuslerei                   |              |      |
|    | Hauptstraße 23 (Karte)  | Mühle                       |              |      |
|    | Lindenstraße 27 (Karte) | Hallenhaus                  |              |      |
|    | Lindenstraße            | Gefallenendenkmal 1914/1918 |              |      |

## Ehemalige Denkmale

### Alt Brenz
| ID | Lage                           | Bezeichnung               | Beschreibung | Bild |
| -- | ------------------------------ | ------------------------- | ------------ | ---- |
|    | Dorfstraße 1                   | Wohnhaus und Stallscheune |              |      |
|    | Straße des Friedens 34 (Karte) | Wohnhaus                  |              |      |
|    | Straße des Friedens 25 (Karte) | Wohnhaus                  |              |      |